# 约翰·J·克里滕登

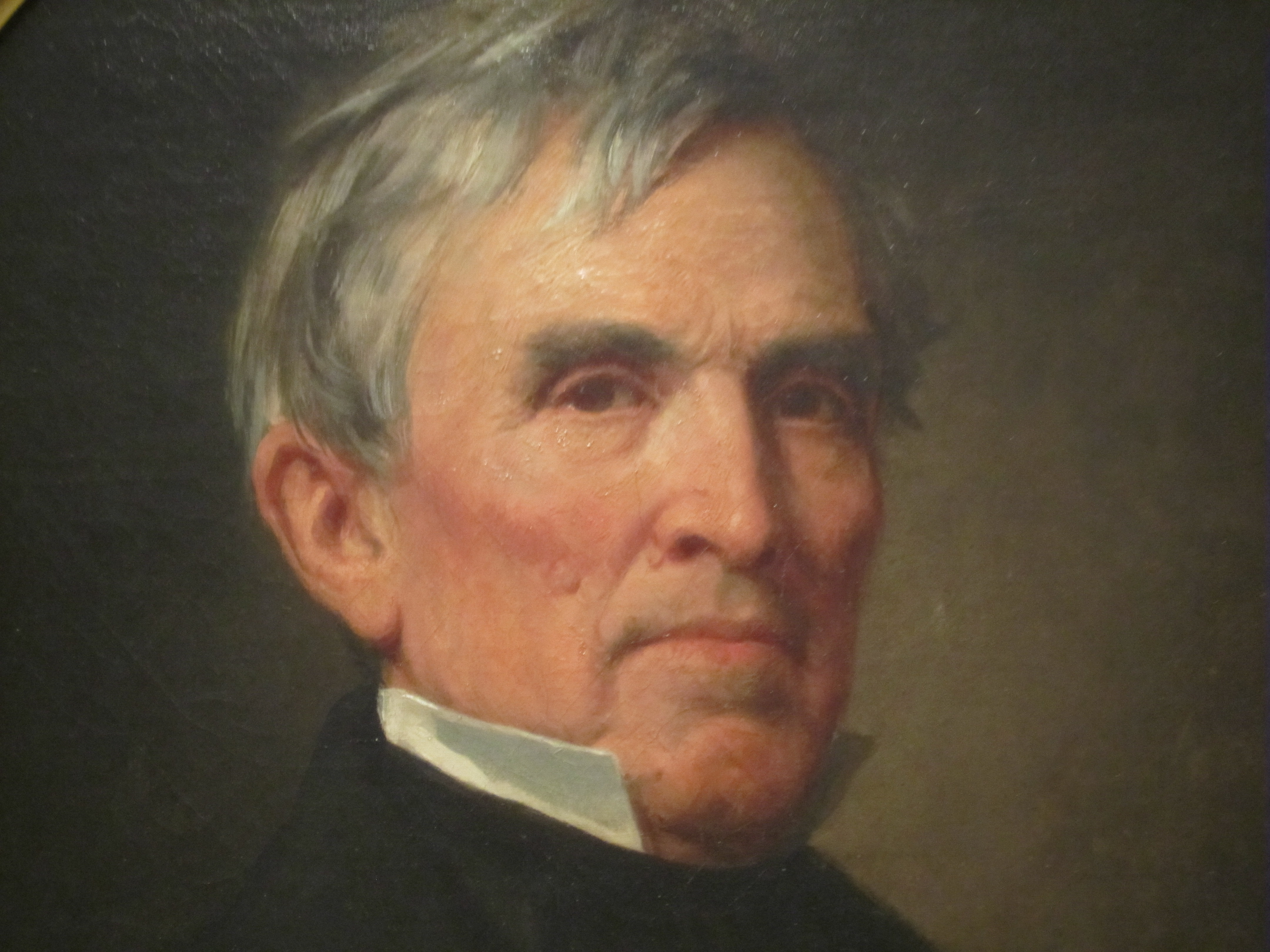
克里滕登的肖像，存放在美国首都华盛顿哥伦比亚特区的国家肖像馆。

约翰·乔丹·克里滕登（英語：John Jordan Crittenden，1787年9月10日—1863年7月26日）是位来自美国肯塔基州的政治家，曾担任该州联邦众议员和联邦参议员，并在威廉·亨利·哈里森、约翰·泰勒和米勒德·菲尔莫尔三位美国总统任内出任了两届联邦司法部长。他曾担任第17任肯塔基州州长，并且还曾是该州的州议员。虽多次有望成为总统候选人，但他始终没有同意参选。
克里滕登从政初期曾多次当选肯塔基州众议员并成为议长。随着第二党体系出现，他与国民共和党（之后的辉格党）联盟，是亨利·克莱的热心支持者，并且反对以安德鲁·杰克逊和马丁·范布伦为代表的民主党人。1828年，约翰·昆西·亚当斯总统提名克里滕登担任美国联邦最高法院大法官，联邦参议院中杰克逊的支持者于是拒绝确认这一提名来还以颜色。接下来克里滕登一度担任肯塔基州州务卿，但没过多久就经州议会推举成为联邦参议员，这以后他还将三次当选参议员，但任期没有连续。威廉·亨利·哈里森就任总统后任命克里滕登担任联邦司法部长，但哈里森因病去世仅5个月后，克里滕登就因与继任总统约翰·泰勒的政治分歧而辞职。
1842年，克里滕登再次当选联邦参议员，一直任职到1848年再辞职竞选州长，希望自己的选举胜利能为扎卡里·泰勒在1848年大选中肯塔基州的选情带来助益。泰勒成功当选，但克里滕登为避免受到以职权便利换取仕途的指责而谢绝总统到其内阁任职的邀请。1850年泰勒去世后，克里滕登辞去州长职位，接受米勒德·菲尔莫尔任命再次出任联邦司法部长。
19世纪50年代中期，辉格党瓦解冰消，克里滕登加入一无所知党（又名美国人党）。司法部长任期届满后，他再度入选联邦参议院，在任上呼吁各方就奴隶制问题达成妥协，避免国家四分五裂。残酷的党派斗争使得国家分裂的威胁加大，克里滕登仍然试图折冲樽俎，在各党派中寻求中立，他还组建了宪法联盟党，但没有接受该党的总统候选人提名参加1860年大选。1860年12月，他起草了克里滕登妥协，希望通过一系列决议和宪法修正案来避免内战，但国会没有采纳这些建议。1861年，克里滕登当选联邦众议员，任期内始终努力在南北双方达成和解。1863年，他宣布自己有意竞选连任，但在这年7月就与世长辞，享年75岁。

## 早年生活
约翰·乔丹·克里滕登于1787年9月10日在肯塔基州伍德福德县的凡尔赛附近出生:64，他的父亲老约翰·克里滕登（John Crittenden, Sr.）曾参与革命战争，母亲叫朱迪思·哈里斯（Judith Harris），约翰是两人的第二个孩子，也是第一个儿子:3，他还有一个姐姐、三个弟弟和四个妹妹，但有一个妹妹在婴儿时期夭折:3。老约翰祖上是威尔士人，朱迪思则来自法国的雨格诺派家族。老约翰曾与乔治·罗杰斯·克拉克（George Rogers Clark）一起勘测肯塔基的土地，并从美国革命战争胜利后开始在此定居:3。小约翰的弟弟托马斯（Thomas）和罗伯特（Robert）之后成了律师，另一个弟弟叫亨利（Henry），以务农为生。
克里滕登在伍德福德县的皮斯加学院开始就读大学预科课程，然后进入杰萨曼县的寄宿学校学习，托马斯·亚历山大·马歇尔（Thomas Alexander Marshall）和弗朗西斯·布莱尔都是他的同学。克里滕登和布莱尔成为特别亲密的朋友，即便之后在政治上出现分歧也没有对两人的友谊造成多大不利影响:9。在寄宿学校学习一年后，克里滕登迁至列克星敦，向法官乔治·M·比布学习法律并住在对方家里。他的大学学习是从弗吉尼亚州勒星顿的华盛顿学院（如今的华盛顿与李大学）开始:10。克里滕登在此主修数学和纯文学，学习的时间不长，这一期间同休·劳森·怀特（Hugh Lawson White）成为朋友:10。由于对华盛顿学院的课程感到不满意，克里滕登转学到威廉与玛丽学院继续深造:10。他跟随圣乔治·塔克（St. George Tucker）学习，并在此期间结识约翰·泰勒:12。克里滕登于1806年完成学业，并于次年取得律师从业资格:10。他本在伍德沃德县开始执业，但由于中肯塔基州这时已经有了足够的律师，因此克里滕登迁至当时尚属西部边疆的洛根县，在拉塞尔维尔开办律师事务所。1809年，伊利诺伊领地总督尼尼安·爱德华兹任命年仅22岁的克里滕登出任领地总检察长:64。次年，爱德华兹又任命克里滕登担任自己的侍从官:4。
1811年5月27日，克里滕登与莎拉··李在女方位于凡尔赛的家中结婚:16，李与之后会当选美国总统的扎卡里·泰勒是表亲:203。夫妇俩共有7个孩子，但两人结合仅13年后，莎拉就于1824年9月中旬撒手人寰:45。南方邦联少将乔治·克里滕登（George Crittenden）和北军将领托马斯·莱昂尼达斯·克里滕登（Thomas Leonidas Crittenden）都是约翰和莎拉的儿子，他们的外孙约翰·C·沃森（John C. Watson）是19世纪末的一位美国海军少将:55。

## 初入政坛
1811至1817年，克里滕登当选洛根县州众议员，拉开数十年从政生涯的序幕。1811年立法会议结束后，他主动请缨，担任远征印第安人的塞缪尔·霍普金斯（Samuel Hopkins）将军的助手:15。1812年战争爆发后，肯塔基州州长查尔斯·斯科特任命克里滕登担任肯塔基第一民兵部队副官:64。1813年，克里滕登又在加拿大的泰晤士河战役中成为州长艾萨克·谢尔比的副官:53。战争结束后，谢尔比对克里滕登予以特殊褒奖，表彰他忠实执行自己的命令:64，接下来，克里滕登返回拉塞尔维尔继续从事法律工作。
1814年，肯塔基州联邦参议员乔治·比伯在任上辞职，州长谢尔比任命克里滕登填补空缺；但是谢尔比之后得知，克里滕登这时还只有27岁，距联邦宪法规定的参议员年龄下限还差3岁:30。因此，克里滕登回到了州众议院，并在议会选举中战胜约翰·罗文（John Rowan）当选议长:31，并且1815至1817年间均担任这一职务。
克里滕登担任议长期间，肯塔基州议会正处于特别动荡的时期。1816年10月，新任州长乔治·麦迪逊（George Madison）逝世，副州长加布里埃尔·斯劳特继任州长一职。斯劳特刚上任就任命了两位民众极其反感的人士出任公职，在许多肯塔基人心目中的声望跌入谷底。以约翰·C·布雷肯里奇为首的部分州议员指出，根据《肯塔基州宪法》，副州长只能临时继任州长职务，真正的继任人选需要通过新的州长选举选出。因此，他们声称斯劳特只是“代理州长”，这些议员还向州众议院提交法案，要求举行新的选举，克里滕登投了支持票，但法案仍然未能通过。:31-32
克里滕登对举行新选举法案的支持很得民心，在政治上也很有利。1817年，斯劳特提名的其中一位很不得民心的联邦参议员马丁·哈丁（Martin D. Hardin）任期结束，州议会于是选举克里滕登填补空缺:33。克里滕登是当时最年轻的在任联邦参议员，并且成为成立不久的参议院司法委员会的第二任主席:65。同时，他还是参议院海军事务委员会成员:33。在任期间，克里滕登提出法案，对那些因1798年《惩治煽动叛乱法》而受到判罚的人们予以经济上的补偿:65。但是，他发现自己还是对州内的政治事务更有兴趣，再加上第三和第四个孩子相继出世，养家糊口的经济负担加重，克里滕登最终决定在1819年3月3日辞职:35-36。

### 暂别国会
克里滕登离开国会，迁居州首府法兰克福，以期能在吸引更多法律业务的同时，也能更接近州政治活动中心:65。他在法兰克福接待过的客户包括前总统麦迪逊和门罗、之后会成为副总统的理查德·门特·约翰逊、之后会当选州长的詹姆斯·莫尔黑德、约翰·布里赛特和罗伯特·P·莱彻（Robert P. Letcher）:38。这一时期，他还曾与亨利·克莱合作，为罗伯特·威克利夫（Robert C. Wickliffe）的儿子查尔斯（Charles Wickliffe）辩护:38。查尔斯·威克利夫被控谋杀当时《肯塔基宪报》（Kentucky Gazette）的主编:38，克里滕登在辩护中坚称当事人是自卫杀人，克莱所做的结案阵辞更是慷慨激昂:38。陪审团只经过几分钟的审议就做出裁决，被告谋杀“罪名不成立”:38。
1820年1月，克里滕登和约翰·罗文获派协助解决肯塔基和田纳西州的边界土地争端。两州边界本应位于北纬36度30分，但托马斯·沃克（Thomas Walker）博士在斟测时却出现失误，把分界线的位置向南标了很多。克里滕登和罗文提议，如果按沃克划定所划、以坎伯兰山脉到田纳西河为界，那么田纳西州就应该用田纳西河西岸的土地作为补偿；或是不按沃克所划分界，恢复北纬36度30分的界线。田纳西州一方拒绝接受这两种方案，要求将沃克线加以调整，其中田纳西河以东的界线予以保留，而田纳西河以西的两州边界则向南移动，这样的协议对两州都有利，因为已经签订的土地许可就能够保留。克里滕登倾向于接受这一提议，但罗文表示反对。肯塔基州特派员将争端提请仲裁，但田纳西州一方拒绝仲裁。克里滕登在报告中建议州议会接受田纳西州的提议，最终议会接受了建议，两州于1820年2月2日签署协议。:40-41
1823年，克里滕登成为特兰西瓦尼亚大学校董会董事，这有可能源自亨利·克莱的游说:41。一年后，该校教职员工授予克里滕登名誉法学博士学位:42。克里滕登还是位于法兰克福的肯塔基神学院校董会董事，并担任该校的律师:42。1824年总统大选前，克里滕登尽已所能支持克莱，但后者在竞争中遭到淘汰:8。接下来克里滕登转为支持安德鲁·杰克逊，但他之后得知，约翰·昆西·亚当斯如果能够当选，就会任命克莱出任国务卿:8。有关这一承诺的传言引发了争议，批评者指责这是场腐败的交易，但亚当斯还是得以当选:8。成为国务卿后，克莱本打算推荐克里滕登继任自己的美国第二银行肯塔基分行首席法律顾问一职，但该行决定暂不再聘请替代人选:38。

### 新老法院争议
由于新老法院争议的影响，本已淡出的克里滕登不得不重回政治舞台。肯塔基州议会通过立法废除当时属州最高法院的肯塔基州上诉法院，重新建立新的最高法院，再任命政治上气味相投的人出任新法院法官。反对这一做法的少数派议员指责多数派的做法是违宪的，两所法院互不承认、而且都自称是肯塔基州最高法院。克里滕登自1820年联邦银行成立后就担任该行总裁，并且这家银行又是由新最高法院担保，但他仍然在1825年4月公开宣布支持老法院。1825年州议会选举期间，克里滕登的朋友呼吁他参选州从议员。富兰克林县当时是新最高法院支持者的地盘，许多人都认为，如果老法院的支持者要赢得该县两个议席的其中一个，那么无论声望或影响力，克里滕登都是唯一有望达成此目标的候选人。克里滕登同意参选后，新法院的支持者提名当时的州总检察长所罗门·P·夏普和知名律师刘易斯·桑德斯（Lewis Sanders）应战。最终克里滕登和夏普赢得了选举。:52-58
州议会于1825年11月7日开会，但就在这天清晨，夏普遭到暗杀。有流言称，是老法院的支持者煸动了这起谋杀。对此克里滕登提请州议会通过决议谴责谋杀案，并悬赏3000美元抓捕凶手，希望能够平息谣传。凶手杰里波安·O·博尚很快被捕归案，行凶动机也显然属个人因素。据曾，夏普曾与一名女子有染，但拒绝承认自己是其孩子的父亲，这位女子之后与博尚相恋，并以同意嫁给他为条件，要求后者杀死夏普。虽然这些证据明确表明，谋杀案与政治无关，但克里滕登希望避免引发任何争议，所以没有出庭为博尚辩护。:60
新老法院争议占用了整个立法会议期间的大部分时间。支持老法院的州众议员占据多数，克里滕登也是其中之一，众议院通过废除新法院的法案，但该法案未能通过州参议院，原本参议员的投票形成平局，但副州长罗伯特·迈克菲（Robert B. McAfee）投下了决定性的反对票。克里滕登与另外5人组成委员会试图解决争议，但仍是徒劳无功。他不愿意接受两院法官全部辞职，再由州长任命新法官、并且两院支持者各占一半的折衷方案，这让部分之前投票支持他的新法院支持者感到失望，克里滕登也未能在1826年取得连任。最终，老法院派系获得了州议会两院的多数，新法院于1826年12月废除。:61-62
1826年11月15日，克里滕登与法官哈里·英尼斯（Harry Innes）的女儿，寡妇玛丽亚·诺克斯·托德（Maria Knox Todd）结婚:21。他承担起养育托德已有3个孩子的重担，夫妇俩之后又有了两个孩子，分别叫约翰（John）和尤金（Eugene）:21。托德的女儿嫁给了继兄、克里滕登和前妻李的儿子托马斯，两人所生的儿子约翰·乔丹·克里滕登三世之后在小大角战役中阵亡:64-65。玛丽亚·诺克斯·托德于1851年9月8日因病逝世，具体病因不明:269。

## 与国民共和党合作

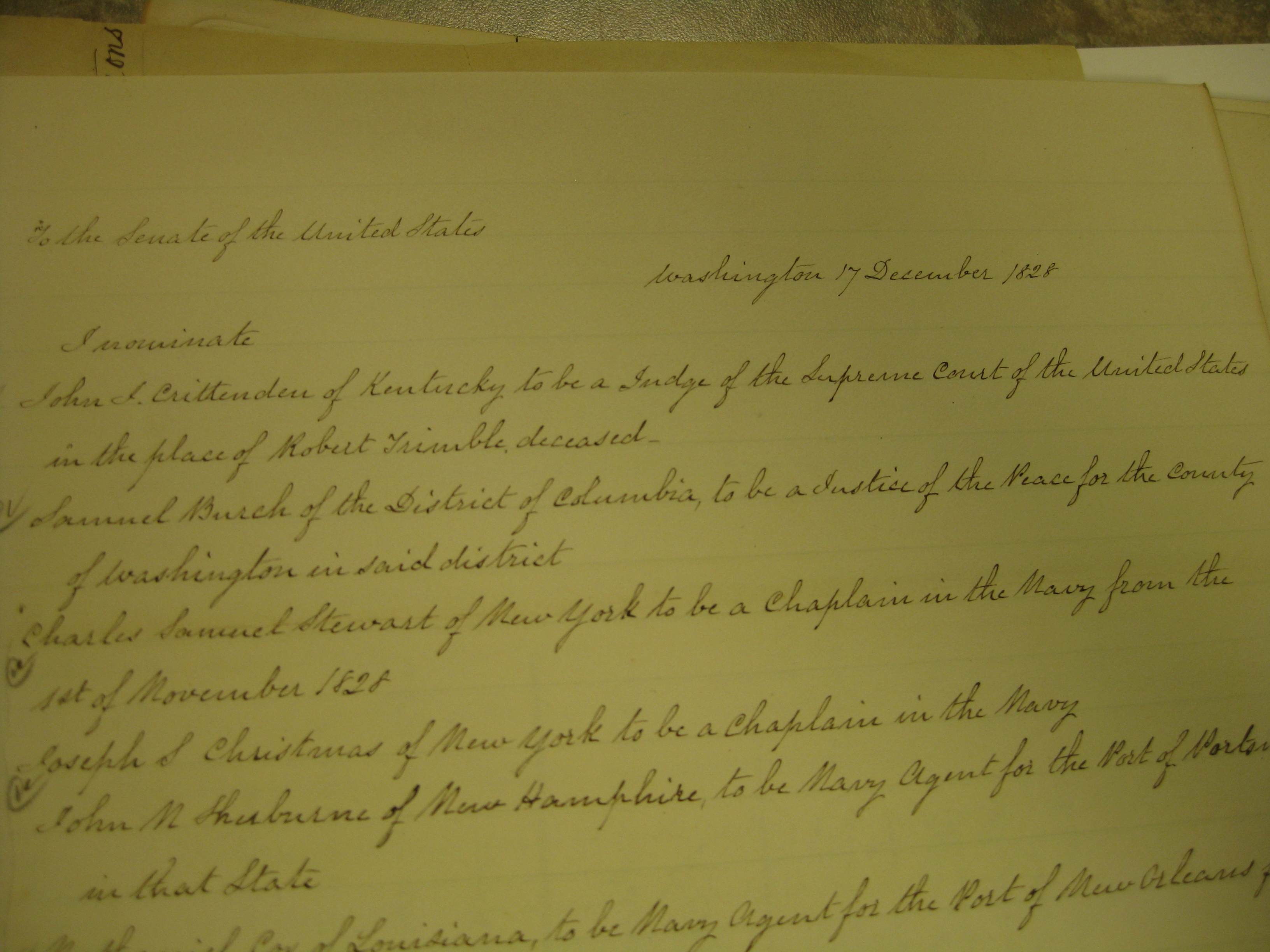
亚当斯总统提名克里滕登担任联邦最高法院大法官的原始文件

由于受到新老法院争议影响，肯塔基州的政治家分成民主党和国民共和党两派:7。克里滕登与亨利·克莱结盟，个人政治观点上也认同国民共和党:8。克里滕登曾支持亚当斯竞选总统，后者投桃报李，于1827年任命克里滕登担任肯塔基地区联邦检察官。1828年，亚当斯又提名克里滕登继任罗伯特·特林伯（Robert Trimble）的联邦最高法院大法官一职，但支持杰克逊的联邦参议拒绝确认这一提名:8。杰克逊之后在1828年大选中战胜亚当斯，克里滕登不但是克莱的盟友，而且反对杰克逊的金融政策，所以新总统上任后立即就任命新的地区检察官取代克里滕登。
1828年，克里滕登的支持者希望能推举他成为国民共和党候选人竞选肯塔基州州长。面对这个几乎可以说是十拿九稳的提名，克里滕登却选择了拒绝，因为克莱这时在肯塔基州的人气逐渐下滑，他担心自己与克莱的关系会导致国民共和党在选举中失利。克里滕登选择支持托马斯·梅特卡夫（Thomas Metcalfe），后者如愿在选举中以微弱优势击败民主党对手威廉·T·巴里。克里滕登则再次竞选州众议员，但仍以失利告终。:79-81
1829年，克里滕登经特别选举当选州众议员:65，并且整个任期里都是众议院议长。1830年，他成为辉格党的提名人选，竞争约翰·罗文的联邦参议员席位:89。不过，该党真正意欲提名的人选是亨利·克莱，让他以参议员一职为跳板再次参选总统，但该党担心克莱是否能够获得足够的州议员支持，为此党派先提名克里滕登来为克莱投石问路，看辉格党候选人是否能够赢到足够多的选票，如果能并且比例也够高，那么克里滕登就会退出，由克莱补上并当选:68。对此，民主党派出多员大将应战，分别是理查德·门特·约翰逊、约翰·罗文、查尔斯·威克利夫和约翰·布里赛特:89。确认提名需要在州议会中获得69票支持，民主党的几位人选最高也只得到64票:89，克里滕登先后在14轮投票中获得了68票，但是他希望克莱获得提名，所以不愿投票支持自己:89，与此同时，一些克里滕登的支持者又拒绝把票投给克莱，僵局持续，最终这个议席只能维持空缺:90。
次年，克里滕登在州众议院中有了绝对多数的支持者，承诺一旦有新的联邦参议员席位就会确认克里滕登当选。但克莱的盟友向克里滕登施压，要求他让位，由克莱作为辉格党提名人选:90。克里滕登选择让步，克莱以9票的优势战胜理查德·门特·约翰逊如愿当选:91。接下来，克里滕登先后主持理查德·艾利特·巴克纳（Richard Aylett Buckner）的肯塔基州州长竞选和1832年大选中克莱在肯塔基州的选举，但这两次选举都以失败告终:93-94。克莱在总统大选中失利后曾表示有意辞去联邦参议员一职，由克里滕登继任，但后者没有接受:9。这年底，克里滕登从州议会的工作中退休:93-94。

## 加入辉格党
1834年，国民共和党已成历史，克里滕登在该党的一部分发展成辉格党的过程中起到积极作用:96。在他的号召下，党派首次组织会议于1834年7月4日在肯塔基州举行:96。克里滕登当选决议委员会主席，并在7月5日发表演说严厉谴责杰克逊总统:97。1834年末，肯塔基州州长詹姆斯·莫尔黑德任命克里滕登出任州务卿:65。到了8月的选举中，辉格党在州议会两院都占据了多数席位:97。议会开会后，克里滕登以94票对40票轻取民主党人詹姆斯·格思里，再次成为联邦参议员:98。
克里滕登一经上任就成为参议院公共土地委员会和司法委员会成员，这可能是因为克莱的影响力:100。来自密苏里州的联邦参议员托马斯·H·本顿（Thomas H. Benton）提议，将联邦预算盈余用于美国东岸沿线的军事防御工事和公共用地划分，对此克里滕登极力反对:10。他还强烈抨击杰克逊政府发布铸币流通令之举，这一行政命令规定只能使用黄金和白银来购买政府用地:112。克里滕登指出，同等立场的流通令之前也曾呈交联邦参议院，但绝大多数参议员选择将其搁置:113，他认为，参议院将之搁置的做法实际上相当于一种谴责，然而仅仅几个月后，行政部门再度卷土重来，这一做法属于越权，超出了行政分支的职权范围:114。克里滕登与本顿针对这一议题展开了长时间的辩论，最终国会通过法案，要求政府在售买土地时接受银行本票或其他票据，但杰克逊总统采用口袋否决的方式令法案无法生效成为法律:115。
克里滕登在这个任期里始终直言不讳地批评杰克逊和继任总统马丁·范布伦:65。他支持克莱对各州出售公共用地所获收益的分配计划，而且也像后者一样反对行政部门支持的第二次塞米诺尔战争:10:103。不过，他还是支持了行政部门为数不多的几项举措，其中之一就是承认新成立的得克萨斯共和国:10。奴隶制在克里滕登的这个参议员任期里变成突出问题，对此他的立场属温和派，力求让各派保持团结。1836年，贵格会呼吁首都华盛顿哥伦比亚特区废除奴隶制，对此克里滕登表示反对；但是，他也反对激进的支持奴隶制举措，如约翰·卡德威尔·卡尔霍恩禁止废奴文学作品在南方各州流通的提议:10。
克里滕登个性上属于和事佬，但他却卷入了联邦众议员乔纳森·西利（Jonathan Cilley）和威廉··格雷夫斯（William J. Graves）之间的冲突，这场冲突以决斗告终。西利曾在众议院对辉格党报纸编辑詹姆斯·沃森·韦伯（James Watson Webb）的诚信提出质疑。韦伯通过朋友格雷夫斯转告西利，要求他撤回言论。西利拒绝收回言论，格雷夫斯于是指责西利污蔑韦伯的名誉，并向他发出挑战要求决斗。肯塔基州联邦众议员理查德·曼纳菲（Richard Menefee）、弗吉尼亚州联邦众议员理查德·怀斯（Richard Wise）陪同格雷夫斯一起请克里滕登前往决斗现场充当格雷夫斯的证人，克里滕登起初不愿意这么做，但最终还是同意了。决斗的两人起初两次向对方开枪都没有打中，但到了第三轮时，西利死在对方枪口之下。联邦众议院提议将格雷夫斯驱逐出国会，并对所有身在现场的人作出谴责，不过克里滕登这时是联邦参议员，不属于众议院的谴责目标。最终驱逐格雷夫斯和谴责的动议予以搁置，但克里滕登仍然觉得自己受到了间接性的谴责，并为当时的行为感到悔恨。:118-121

### 哈里森和泰勒执政时期
1840年总统大选期间，克里滕登再次号召肯塔基州辉格党人支持亨利·克莱获得提名:11，但克莱在竞争中失利，克里滕登于是转为支持最终胜出的威廉·亨利·哈里森。1840年，克里滕登再度当选联邦参议员，不过许多人都认为他会成为哈里森总统内阁的一员:12。有证据表明，他可以在多个内阁职位中任选其一，最终选择的是司法部长一职:12，并随之辞去参议员职位。
克里滕登在担任司法部长期间只经手过一个重大案件。原告的财产曾于1818年安德鲁·杰克逊入侵佛罗里达领地期间受损，案件到1841年时仍在审理。佛罗里达州法院裁决支持原名，下令联邦政府赔偿损失并支付相应利息。财政部长托马斯·尤因询问克里滕登，该法院是否有权要求政府支付利息，同时政府又是否应当赔偿。克里滕登给出了否定的答复，尤因也就没有支付利息。之后多位司法部长都在类似案件中将克里滕登的意见作为先例。:143-144
成为司法部长仅一周后，克里滕登就被派往纽约州，调节因加拿大举事者的“卡罗琳号”（Caroline）蒸汽船被英军击沉导致美国与大不列颠之间出现的紧张局势。克里滕登在这起外交事件中并非以联邦司法部长的身份行事:144。他与当时的纽约州州长威廉·H·苏厄德交流，成功取得后者承诺，如果当时追击并焚烧“卡罗琳号”的亚历山大·麦克劳德（Alexander McLeod）在纽约州被定罪，那么州长将会发出赦免令。最终，法院判决麦克劳德罪名不成立:146。
“卡罗琳号”事件过去后不久，哈里森在任上去世，副总统约翰·泰勒继任总统职位。泰勒令克莱无法安排辉格党的议程，还不顾克里滕登的建议否决了两项银行法案:12。内阁中的大部分辉格党员以辞职抗议泰勒不顾党派传统议程的行径，只有丹尼尔·韦伯斯特选择留了下来。克里滕登的辞职于1841年9月11日生效，回到肯塔基州时，他的钱财已所剩无几，并且也没有任何公职。不过，伍德沃德县的一些朋友把他童年时所住的房子买了下来，作为欢迎他返回故乡的礼物。
1842年，克莱从联邦参议员位置上辞职，肯塔基州议会任命克里滕登填补空缺:12。1843年1月，他在选举中战胜理查德·门特·约翰逊，再度赢得完整的参议员任期:13。辉格党与总统泰勒的仇隙有增无减，一些党徒甚至提出弹劾总统，但克里滕登谴责了这一提议:13。第27到28届联邦国会期间，他是参议院军事委员会成员。他倡导适中程度的保护性关税，支持联邦政府的内部改进政策:13。他反对给予各州中止国会代表分摊制的权力，因为这样各州就可以通过直接任命的方式委派国会议员:175。

### 波尔克执政时期

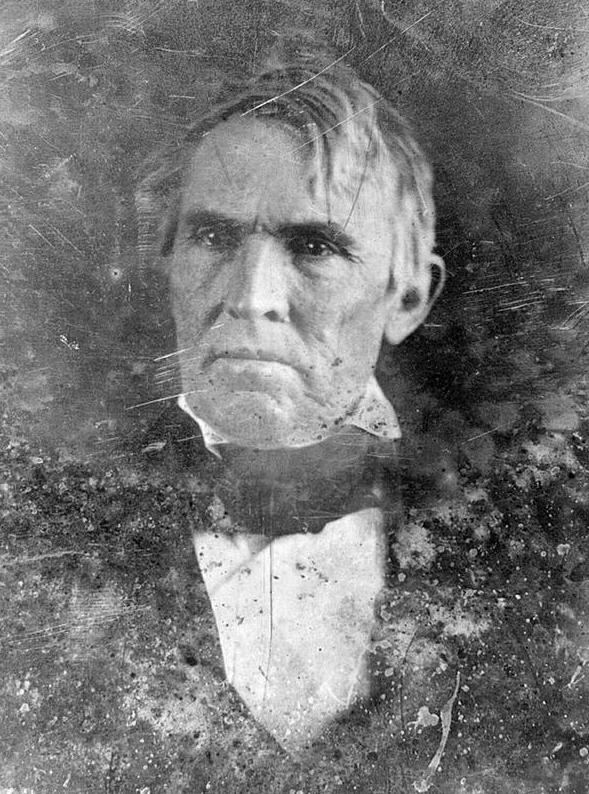
约翰·J·克里滕登的银版照片，由马修·布雷迪在1846年拍摄。

1844年，克里滕登再度支持克莱竞选总统，很多人都相信克莱不但能得到辉格党提名，而且会赢得普选:170。几个传统性的竞选议题——如泰勒的“行政篡权”、克莱和约翰·昆西·亚当斯的“腐败交易”，以及保护性关税——似乎都未能引起选民的注意:170-171。但吞并德克萨斯的问题改变了整个选举局势:171。克莱在辉格党提名大会召开前不久去了一趟南部，他认为这些州对吞并的支持并不像哥伦比亚特区设想的那么强烈:176。为此他不顾克里滕登的建议写了封反对吞并的信，请克里滕登安排将之刊登到《国民通讯员报》（National Intelligencer）:176。
克莱认为民主党人会再度提名极力反对吞并的马丁·范布伦，这样吞并就不会成为竞选过程中的重要议题:176。一星期后，辉格党在巴尔的摩召开提名大会，克莱轻松获得提名:176。但是，范布伦却在一个月后的民主党提名大会上失利，坚定支持吞并的詹姆斯·诺克斯·波尔克获得提名:176。如此一来，为了吸引尽可能多的选民支持，克莱试图将自己对吞并问题的看法朝温和派的方向调整，但事与愿违，这样的调整导致支持或反对吞并的选民都反对他:178，波尔克最终以微弱优势赢得选举:13。这是克莱最后一次成为总统候选人，此后许多辉格党人都相信，随着克莱的落败，克里滕登从此成为党派的新旗手:180, 192。
1845年，联邦参议院打算结束与大不列颠对俄勒冈地区的共同占领:231。来自密歇根州的参议员刘易斯·卡斯支持立即中止共同占领协议，称美国和英国将不可避免地因此事开战:231。但克里滕登不这么看，他要求在共同占领中止前要提前两年告知英国，这样两国才有足够的时间通过外交捍旋解决争端:231。最终国会接受了克里滕登的建议，与英国达成折衷方案，两国主权范围以北纬49度为界:192。
1846年，美国为获得德克萨斯的控制权而与墨西哥开战:13。克里滕登不支持开战，即便是在国会宣战后，他也坚持要求军队中有特派员陪同，抓住每个促成和平的机遇。战争期间，他定期与扎卡里·泰勒和温菲尔德·斯科特将军通信。克里滕登的两个儿子——乔治和托马斯——都在战争期间参军服役，其中托马斯是斯科特的手下:14。总统波尔克还就战争结束后所需订立的合约条款与克里滕登商讨:14。克里滕登坚持认为，如果美国对某片领地没有正当主权诉求，那么合约中就不应包含括相应的领土要求，但1848年呈交国会的瓜达卢佩-伊达尔戈条约不但要求墨西哥放弃对德克萨斯的领土主张，还要求割让新墨西哥、加利福尼亚以及这三片地区到当时美国之间的所有领土:196。国会中民主党占有多数，他们还得到少数辉格党人的支持，条约得以通过；与此同时，宾夕法尼亚州联邦众议员戴维·威尔莫特（David Wilmot）提议禁止奴隶制蔓延到这些新获得的领土上，但这一提议遭到否决:197。
1848年总统大选将近，许多朋友鼓励克里滕登当仁不让。纳什维尔的一家报纸早在1846年就宣布支持他参选:201，还有位来自罗德岛州的民主党联邦参议员指出，克里滕登不但能在辉格党所向披靡，还可以获得相当数量的民主党人支持:201。乔治·金基德（George B. Kinkead）也在1847年时期望肯塔基州议员提名克里滕登参选总统:201。但是，所有这些利好因素都没能打动当事人，面对他人早早提出的建议他回答：“看在老天的份儿上，别和我说什么总统职位了”:202。克莱希望克里滕登能够再次表态支持自己，但克里滕登认为，克莱这时已经没有希望获胜，于是选择支持另一位肯塔基人扎卡里·泰勒。此举导致两位老友间出现裂痕，直到多年后、克莱临终之际才得以和解。

### 1848年的多场选举

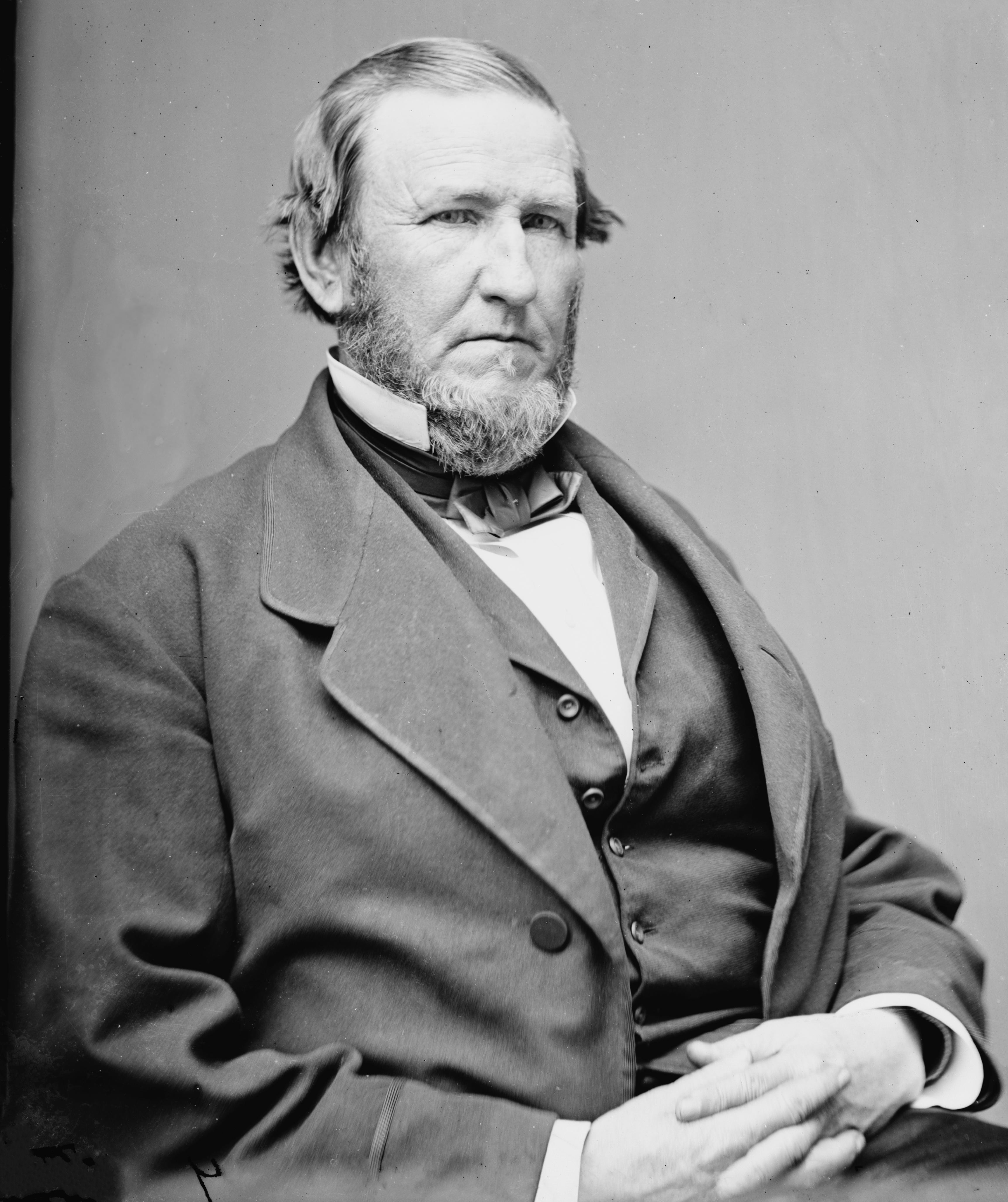
克里滕登在1848年肯塔基州州长选举中的对手是拉扎勒斯·鲍威尔（图）

肯塔基州的辉格党四分五裂，不但有分别支持克莱和泰勒的派系，还有竞选州长的几位候选人的派系:212。在任辉格党州长威廉·奥斯利（William Owsley）支持因在决斗中开枪打死联邦众议员西利而离开政坛的威廉··格雷夫斯，而阿奇博尔德·迪克森（Archibald Dixon）则拥有前辉格党州长罗伯特··莱彻的支持:212。莱彻给克里滕登去信，称辉格党四分五裂之下，如果再让民主党人赢得州长选举，那么党派在1848年总统大选中拿下肯塔基州的可能性也将大受影响，另一位辉格党前州长托马斯·梅特卡夫也持同样看法:212。到了辉格党提名大会上，格雷夫斯和迪克森均宣布退出竞争，来自洛根县的一位代表在未得当事人同意的情况下提名克里滕登:213。克里滕登的朋友尚未有机会加以阻止，这一提名就已轻松通过:213。州长职位无论是在报酬还是影响力上都不及联邦参议员:15，克里滕登还不得不放弃在联邦最高法院出庭的机会，并且无法再在全国性事务上发挥作用，例如因美墨战争而日渐突显的领土问题，这对他来说非常重要:15。不过，他还是相信自己作为候选人能让州内辉格党人团结一致，并帮助泰勒在普选中赢得肯塔基州的选举人票:15。被提名一周后，他正式表态接受:214。
肯塔基州上诉法院首席法官以利亚·海斯（Elijah Hise）是最有望获得民主党州长提名的人选，但他在辉格党提名克里滕登后就退出了竞争:224。民主党人在提名大会上提名的是联邦众议员林恩·博伊德，但他也谢绝了提名:224。最终，民主党人提名的是亨德森律师拉扎勒斯·鲍威尔（Lazarus W. Powell）:224。正当克里滕登在州内各地宣传时，对手指控他是因1848年大选时克莱没有支持自己而不愿忠于对方:225。对此克里滕登回应，他比任何人都要支持克莱竞选总统，但他也认为克莱并没有意图要在1848年争夺辉格党提名:226。克莱宣布参选后，克里滕登表示自己对党派的选择保持中立:227。最终克里滕登在州长选举中以6万5860票战胜得票5万7397票的鲍威尔:231，他随后辞去参议员职务担任州长。
随着州长选举结束，克里滕登继续投身到泰勒的总统竞选中，把辉格党的发言人调派到全美各地做宣传:232。泰勒当选后邀请克里滕登担任国务卿作为报答:238。全国各地的辉格和民主两党领袖都呼吁他进入内阁任职，泰勒在从政上缺乏经验，许多人都觉得要是没有克里滕登保驾护航，泰勒的领导会一败涂地:235-237。1849年2月15日，泰勒亲自到法兰克福看望克里滕登，希望能说服他接受任命:239。克里滕登谢绝了总统的示好，建议泰勒让自己的朋友罗伯特··莱彻担任邮政署长，但总统也没有接受他的建议:239。有观点认为，约翰·M·克莱顿和奥兰多·布朗（Orlando Brown）之所以能够分别成为泰勒政府的国务卿和印第安事务专员，克里滕登的建议有着至关重要的作用:16-17。
克里滕登谢绝泰勒任命的原因是多方面的。这其中既包括对克莱感受的尊重，也有着对又一起“腐败交易”的顾虑，因为克莱和亚当斯早在1825年时就受到过这样的指责:237。再加上民主党人曾指控他竞选州长就只是为了帮助泰勒赢得总统宝座，所以再从州长位置上辞职无疑会坐实这样的指控:16。此外，辉格党的裂痕这时尚未完全愈合，他希望能够改善这一局面:16。

### 肯塔基州州长
克里滕登担任肯塔基州州长期间全力支持公立教育监理人罗伯特·杰斐逊·布雷肯里奇（Robert Jefferson Breckinridge），后者之后被称为“肯塔基州公立学校制度之父”。新州长呼吁对改善公立教育提供财政支持，州议会为此于1849年2月26日通过普通学校法:66。该法为多种政府公职管理普通学校制订了准则:66。议会还将肯塔基河、格林河，以及巴伦河上收取的通行费专门用于教育，并设立2%的物业税为州内学府筹资:66。
克里滕登下令整修因火灾受损的监狱，并对州内进行全方位的地质调查:66。他还建议设立偿债基金来缓解肯塔基州欠下的债务:66。克里滕登担任州长期间，肯塔基州制订了新的宪法，但他并不是这次制宪大会的代表，同时对宪法的制订也显然没有施加什么影响:244。大部分辉格党人反对召开制宪大会，因为这样的会议必然会重新分配州内立法选区，进而对辉格党在议会中的优势地位构成威胁，不过，克里滕登还是在1848年州长选举期间表示支持召开制宪大会，只是宣布支持的时机比较迟:244。
美国因战争从墨西哥获得大片领土后，奴隶制问题变得更为棘手，约翰·卡德威尔·卡尔霍恩于1848年12月发表演说，敦促南方州的领袖人物抵制“北方的侵略”，哪怕这可能意味着脱离联邦，这一讲话可谓火上浇油。克里滕登在1848和1849年度向州议会提交的报告中强烈谴责分裂，为此州参议院通过决议，号召肯塔基州公民珍惜联邦团结，抗击任何分裂举措。:244-246

### 再度担任司法部长

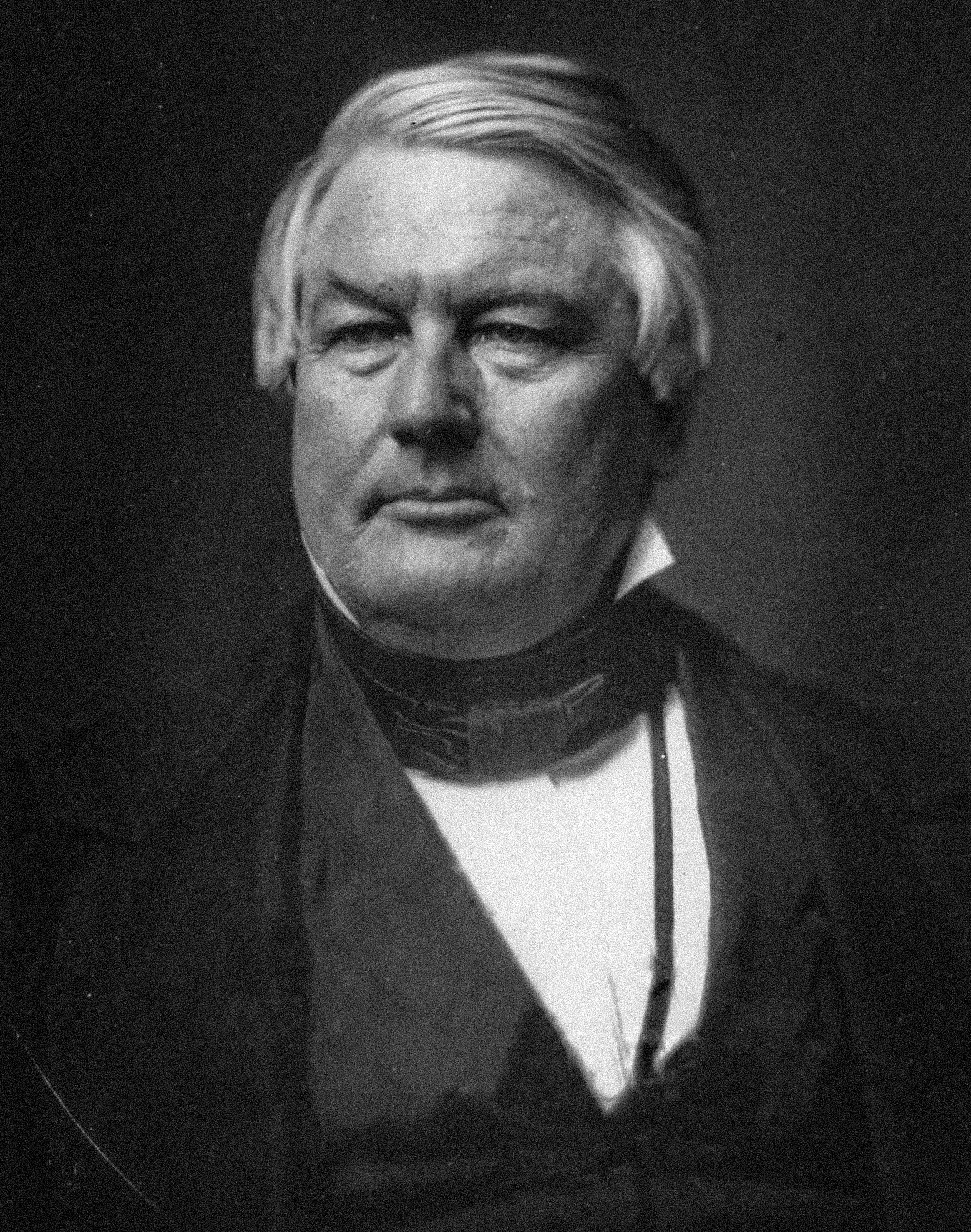
米勒德·菲尔莫尔总统任命克里滕登再度担任联邦司法部长

泰勒在任上去世后，副总统米勒德·菲尔莫尔继任总统职务，并邀请克里滕登出任司法部长。州长相信辉格党的裂痕已基本愈合，于是接受了总统的邀请，于1850年辞去州长职务:17。菲尔莫尔反对奴隶制，他就1850年妥协案涉及的逃奴法合宪性问题征询克里滕登的意见:267，具体来说，他想了解该法是否中止了人身保护令:267。克里滕登表示，该法并不违宪，因为正是宪法让国会有责任遣返出逃的奴隶:267。克里滕登的这一建议有可能是为了让妥协案通过，避免局势进一步激化:18。他的建议打消了总统的疑虑，菲尔莫尔于是签署了法案:267。
克里滕登首度担任司法部长时就考虑过一些有关佛罗里达地区居民索赔的问题，再次上任后，这些问题仍然存在。具体来说，一些索赔居民反对的是国会在亚当斯─欧尼斯条约签订数年后通过的一项法律条款，该法让财政部长有权决定是否尊重佛罗里达法院的判决来给予赔偿，如果他认为这些赔偿不够“公平公正”，那么就有权拒绝赔偿。索赔者认为，这样的法律让行政官员可以推翻司法判决，这显然有违分权原则。克里滕登主张，财政部长的决定与佛罗里达州法官拥有同等司法效力。此外，他还重审了自己1841年的决定，因杰克逊入侵导致财物受损的居民可以得到补偿，但这些补偿不包括利息。但是，还是有佛罗里达州法官不顾克里滕登的意见，判决联邦政府向一位索赔人赔付利息，官司打到联邦最高法院，克里滕登是政府一方的律师，最终法院在裁决中完全支持克里滕登的意见。:267-268
1851年，哈佛大学授予克里滕登名誉法学博士学位:269。这年下半年，由于丹尼尔·韦伯斯特疾病缠身，克里滕登开始代理国务卿一职。在这一职位上，他起草了一份措辞严厉的警告，要求英国和法国都不要插手古巴独立:18。1851年，匈牙利政治家科苏特·拉约什访问美国，克里滕登在此期间号召美国坚持传统，不要插手欧洲事务:18-19。
1851年11月，肯塔基州议会召开会议，为联邦参议员约瑟夫··安德伍德选派继任人选。安德伍德的任期会在1853年届满，但他期望能取得连任；辉格党人查尔斯·S·莫尔黑德（Charles S. Morehead）和乔治·罗伯逊（George Robertson）也都宣布加入竞争。克里滕登的司法部长任期也在1853年截止，他公开宣布有意在菲尔莫尔总统内阁的工作完成后重返联邦参议院，得知此事的安德伍德和莫尔黑德均宣布退出竞争。罗伯逊对克里滕登的竞选不会构成多大威胁，但在其他候选人退出后，阿奇博尔德·迪克森加入竞选。迪克森曾是克里滕登的盟友，但在后者宣布参选后加入竞争之举表明，他已经改为同克莱结盟。民主党人强烈期盼着要击败克里滕登，让辉格党人脸上无光，他们立誓要不惜一切代价投票反对克里滕登，哪怕会让迪克森当选也在所不惜。为此，朋友们没有提名克里滕登，以免他受到惨败的羞辱。投票僵持了多日，克莱的支持者们分别把票投给迪克森、罗伯逊，以及折衷人选、副州长约翰·伯顿·汤普森（John Burton Thompson）。克莱这时身体状况渐趋恶化，很可能要辞去联邦参议员职位，这样肯塔基州的两个联邦参议员席位都会出现空缺，因此有人提出另一种折衷方案，让迪克森和克里滕登分别担任联邦参议员，但克莱拒绝接受这样的安排。最终，辉格党在1851年12月11日晚的党团会议上达成一致，迪克森和克里滕登均退出选举，由汤普森作为党派候选人。:274-278
选举过去一周后，克莱辞去联邦参议员一职，他的任期需要持续到1855年3月，但这时克里滕登已经不愿再接受任命填补空缺:279，州议会于是选举迪克森继任:284。克莱于1852年去世，他在此前三周时联系了克里滕登，两人终于和解。1852年9月，克里滕登为克莱致悼词，公开消解了两人间的不快:284。克莱谢世后，克里滕登成为肯塔基州最具影响的辉格党领袖:19。1852年总统大选时，他号召党派支持提名菲尔莫尔，但最终得到提名的是温菲尔德·斯科特:19。克里滕登本有望成为副总统候选人，但他谢绝了这次机会:281。最终，民主党人富兰克林·皮尔斯以仅2700票的优势在普选中拿下肯塔基州，并且民主党这年也在州长选举中获胜，这两场失败都预示着肯塔基州辉格党的消亡:19。

### 重返参议院

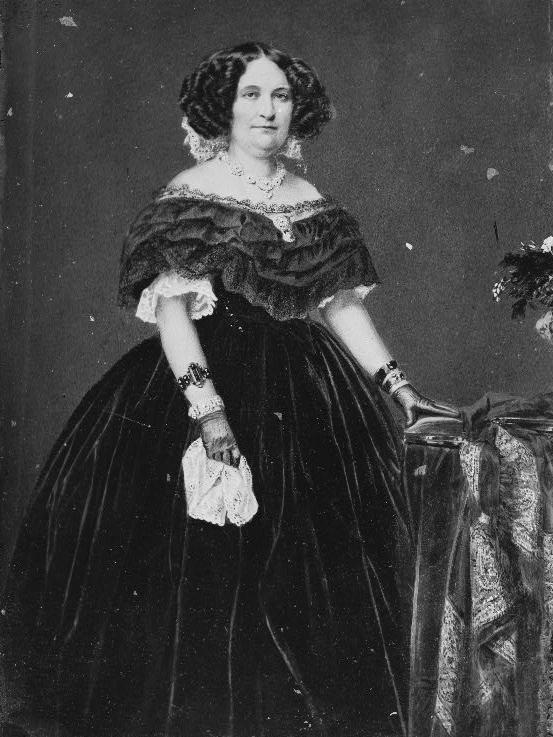
伊丽莎白·莫斯是克里滕登的第三任太太

1853年2月27日，已有两位太太辞世的克里滕登迎娶了第三任夫人伊丽莎白·莫斯（Elizabeth Moss）:21。这也是莫斯第三次结婚，她的第二任丈夫是威廉·亨利·阿什利（William Henry Ashley）将军:55。莫斯和克里滕登共同生活了10年，直至克里滕登谢世:55。克里滕登继续担任司法部长直至1853年菲尔莫尔任期届满，然后回归平民生活:19。他通过为多位客户在前墨西哥领地取得采矿权而赚得了大笔钱财:19。
1853年，参议员迪克森的任期即将届满，肯塔基州议会需要推举人选。迪克森对克莱和克里滕登之间的仇隙和解感到满意，所以不再寻求连任，这样克里滕登就顺理成章地成为辉格党唯一的候选人。州议会两院举行投票表决，克里滕登以78票击败得到59票的州长拉扎勒斯·鲍威尔当选。:285
从当选到正式上任的这段时间里，克里滕登为一位老友涉嫌谋杀的儿子出庭辩护，是案件的首席辩方律师。马特··沃德的弟弟于前一年11月在路易斯维尔男子高中受到纪律处分，沃德为此代表弟弟前去找校长理论，并在这一过程中用手枪打死了对方。地方民意对沃德极为不利，案件因此转移到哈丁县审理。庭审于1854年8月开始并持续了一周，克里滕登以目击证人的自相矛盾之处为突破口，并传唤包括路易斯维尔市长詹姆斯·斯蒂芬·斯皮德（James Stephens Speed）、联邦众议员威廉·普雷斯顿（William Preston）、以及《路易斯维尔信使日报》（Louisville Courier-Journal）主编乔治·普伦蒂斯（George D. Prentice）作为品格证人出庭。克里滕登辩称，沃德的行为属于自卫。由于检方要求判处死刑，克里滕登特别强调，如果作出了错误的定罪，陪审员将为自己把清白之人送上绞架而终身不得心安。:285-286
陪审团最终判决被告谋杀罪名不成立，引起舆论大哗:65。全国各地的报纸都在谴责这一判决，以及克里滕登在庭审过程中扮演的角色:286-287。只有普伦蒂斯在《路易斯维尔信使日报》上为克里滕登和沃德一家人辩护:287。有多场公众集会通过决议，要求克里滕登从参议院辞职:65。其中一次集会后，暴徒还把克里滕登、普伦蒂斯、沃德一家以及12名陪审员的肖像堆在一起焚烧:287。
1855年回到参议院时，克里滕登已经69岁，是当年最年长的联邦参议员。这时的辉格党实际上已经解散，他与其他许多肯塔基人一起加入了一无所知党（又名美国人党）。他并不认同一无所知党的所有主张，但这已是最好的选择，因为克里滕登从政以来一直在声讨民主党，自然不会选择加入；同时新成立的共和党又反对奴隶制，这点上他也无法认同。克里滕登对一无所知党的一些党纲心有疑虑，但他还是热心为该党1856年总统大选的候选人米勒德·菲尔莫尔竞选。:20-21
克里滕登上任早期主要关注的是如何平息堪萨斯领地的暴力事件:20。他反对1854年的内布拉斯加法案，并且也反对废除密苏里妥协，除非北方州愿意在北纬36°30'以北地区以全民公决来决定北方是否允许奴隶制存在:314。1856年初，他提议派温菲尔德·斯科特将军前往堪萨斯领地，确保当地会举行公平的选举，但皮尔斯政府否决了这一提议:20-21。罗伯特·图姆斯（Robert Toombs）提议由堪萨斯领地召开制宪大会，对此克里滕登并不完全赞同，但他还是支持这一有望给当地带去和平的建议:21。在他看来，《托皮卡宪法》和《莱康普顿宪法》的批准都是无效的，还发表了多场演说反对《莱康普顿宪法》，这也是他从政生涯中最受推崇的演说:21。他随后提出法案，要求堪萨斯领地重新对《莱康普顿宪法》进行表决，这一法案得到共和党议员投票支持，但最终未获通过:329。克里滕登在堪萨斯问题上发挥的影响是如此重大，以至于亚伯拉罕·林肯认为，正是由于克里滕登表态支持斯蒂芬·道格拉斯，导致自己在1858年伊利诺伊州的联邦参议员选举中落败:21。

## 南北内战
1858到1860年间，克里滕登努力在全国各个阶层缓和领土和奴隶制问题引发的矛盾，以此避免战争爆发:21。1860年，他成为国家联盟执行委员会主席，该委员会由心忧祖国的国会议员和新闻工作者组成，他们担心各方面的分歧会导致联邦毁于一旦:22-23。在他的努力下，宪法联盟党于同年晚些时候建立:21。1860年5月9日，克里滕登在宪法联盟党全国大会上发表主题演说，许多人敦促他当仁不让出马竞选总统:23。但克里滕登这时已是73岁高龄，已经在考虑退休，最终在他的精心准备下，约翰·贝尔（John Bell）获得提名，克里滕登还在这年大选中积极地支持党派候选人。
1860年，亚伯拉罕·林肯当选美国总统，但即便是这个时候，克里滕登仍然相信联邦能够保持完整，并继续为这一目标折冲樽俎:23。他心中坚信，国家所面临的分裂危机可以像美国历史上的其他分歧一样通过妥协化解:374。不过，他也认为这样的妥协绝不能通过单纯的立法来达成，因为之后的国会完全有可能通过新的立法来改变甚至废除原本通过的法律，所以要达成目标所需要的应该是宪法修正案，这样之后的国会如果要将之逆转，难度上就要大得多:375。为此他于1860年12月提出了一揽子的妥协方案，其中包含6条宪法修正案和4条国会决议案，人称“克里滕登妥协”。妥协案中的国会决议包括谴责北方《个人自由法》，以及确认逃奴法合宪性的内容。修正案则会恢复密苏里妥协线并将之延伸到加利福尼亚州，继续用这边线作为自由州和蓄奴州的分界线。他提出的修正案还规定，只要奴隶制在马里兰州或弗吉尼亚州仍然是合法的，那么在哥伦比亚特区就也是合法的，以便奴隶主有权追回逃亡的奴隶。此外，修正案还规定国会无权插手州际奴隶贸易和南方州现存的奴隶制度，并规定逃奴法和五分之三妥协都会永久持续下去:376。
妥协案由另一位肯塔基州联邦参议员拉扎勒斯·鲍威尔递交特别委员会。虽然共和党议员以及委员会内的共和党成员总体上倾向于接受克里滕登的妥协案，但是赢得选举的林肯当时已经将信赖的盟友安插到国会，避免任何扩张奴隶制的计划得以实施。因此，当委员会召开首次会议时，共和党人封杀了克里滕登的提案，并且阻止另外6位议员前来投票。但是，共和党在阻止克里滕登妥协的同时，却并没有提出替代方案。妥协案遭拒后，南卡罗来纳州首先通过了脱离联邦的法令，佛罗里达州、密西西比州、阿拉巴马州和乔治亚州紧随其后。:378, 380-381, 390
1861年1月3日，克里滕登把妥协案递交参议院全体会议，希望能经选民进行公投。全民公投的结果很可能会接受克里滕登的方案，国会中的共和党议员因此采用了各种程序来延迟这一投票进行。1月16日，所有程序上的延迟都已耗尽，新罕布什尔州联邦参议员丹尼尔·克拉克（Daniel Clark）提出克里滕登妥协的替代方案，称维护联邦完整是不必要通过宪法修正案来实现的，执行宪法和现行法律就可以达成目标，无需再有其它特殊保障。由于南方各州（无论是已经宣布脱离联邦还是尚未宣布）的参议员拒绝投票，因此共和党人轻易就以多数通过了克拉克的提案，克里滕登妥协胎死腹中。:392, 396-397, 399-400
国会休会后，克里滕登还在首都停留了几个星期。来自阿拉巴马州的联邦最高法院大法官约翰·阿奇博尔德·坎贝尔（John Archibald Campbell）决定在阿拉巴马州脱离联邦后辞职，林肯总统于是提议由克里滕登继任。内阁通过后，提名的正式文件都已经准备好，但坎贝尔对辞职有些拿不定主意，等到他最终决定还是要辞职时，林肯已经改变了主意，不打算再提名克里滕登。:425-426
未能在联邦层面上取得妥协的克里滕登于1861年初回到肯塔基州，希望能通过自己的影响，让故乡州面对南方州的示好仍然坚持留在联邦:25。1861年5月10日，肯塔基州就战时立场召开会议。克里滕登、阿奇博尔德·迪克森和塞缪尔·史密斯·尼古拉斯（Samuel Smith Nicholas）是会上支持联邦的代表人物，州长比利亚·麦高芬（Beriah Magoffin）、理查德·霍伊斯，以及约翰··布雷肯里奇则支持南方邦联:434。会议未能就立场问题达成一致，但还是决定采取武装中立措施:25。不过，州议会中支持北方联邦的议员担心，州民兵及其指挥官西蒙·玻利瓦尔·巴克纳可能会偏向南方邦联:435。为了防范民兵武装控制全州效忠南方的威胁，州议会组建了家园自卫兵，这个独立的民兵组织由倾向支持北军的5人委员会主控:435。克里滕登成为家园自卫兵中的一名二等兵，并且是“联盟防御委员会”成员，该委员会通过联邦政府为家园自卫兵取得武器:436。
4月，肯塔基州议会呼吁5月在法兰克福召开边界州会议:436。联邦和邦联的支持者都提名了与会代表，但选举尚未开始，内战就已爆发；支持南方的代表退出选举，这样包括克里滕登在内的北方州支持者就自动入选:437。1861年5月27日，克里滕登当选大会主席并宣布会议开始:437。由于战争已经爆发，大会已不大可能取得什么成就，因此肯塔基州的12名代表中只有9人与会，密苏里州的7人中只有4人参加，田纳西州只有1人到场（并且他的入场资格还存在疑问），弗吉尼亚州、马里兰州和特拉华州甚至没有代表前来:437。最终，大会号召南方各州三思分裂之举，也请北方各州缓和诉求，但除此以外基本上没有达成任何实际目标。
克里滕登支持北方联邦，但他的儿子乔治却辞去美国陆军中校之职加入邦联陆军，并先后获提升为准将和少将，但很快就因在战争早期的肯塔基州密尔斯普林斯战败而失宠。乔治的弟弟托马斯曾在西蒙·玻利瓦尔·巴克纳执掌的民兵部队服役，他于1861年9月加入北军并晋升准将，听从唐·卡洛斯·比尔（Don Carlos Buell）少将指挥。克里滕登的另一个儿子尤金也在北军服役，官拜上校。克里滕登的外孙约翰·克里滕登·科尔曼（John Crittenden Coleman）在南军服役，另一个外孙约翰··沃森从美国海军学院毕业后在内战期间参与了戴维·法拉格特夺取新奥尔良的战斗。:446-448

### 联邦众议员任期和逝世

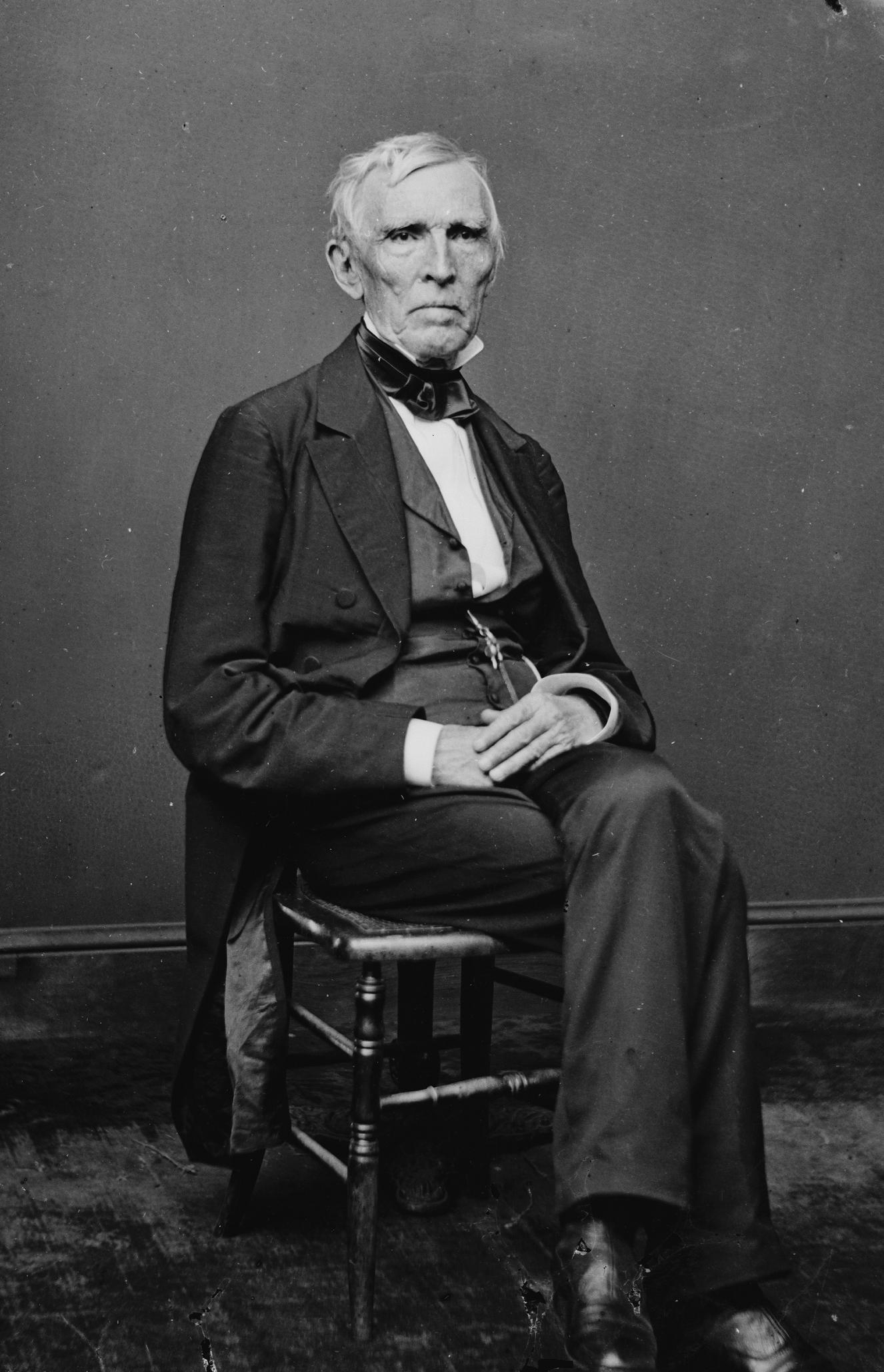
约翰·克里滕登晚年的照片

林肯总统召集国会从1861年7月4日起进入特别议程，肯塔基州于是在6月举行特别选举，为这次会议选派联邦众议员。克里滕登曾表示自己不想再回归政坛，并且一度谢绝了参选邀请，但到了5月下旬，他还是同意参选。肯塔基州的全部10个国会选区中有9个选出支持北方联邦的众议员，克里滕登也是其中之一，他的对手是支持邦联的威姆·西姆斯（William E. Simms）。克里滕登一经上任就成为众议院外交委员会成员。1861年7月10日，他陪同西蒙·玻利瓦尔·巴克纳与林肯面谈，以期确保总统再次承诺会尊重肯塔基州保持中立。林肯同意发表声明，目前不会试图改变肯塔基州现状，但他拒绝承诺自己将来也不会这么做。为了抚平边界州居民心中对北方在战争中希翼达成目标的忧虑，克里滕登提出克里滕登—约翰逊决议，指责脱离联邦的南方州一手造成内战，战争的目的是保护宪法和联邦，而非征服这些州。决议案中还表示，只要达到这些目标，战争就应该休止。肯塔基州联邦众议员亨利·科尼利厄斯·伯内特请求将决议中的论点分别作为动议提出，他也是仅有的两位投票反对指责南方州挑起战争的众议员之一。威斯康辛州的约翰··波特（John F. Potter）和俄亥俄州的阿尔伯特·里德尔是仅有的两位对决议案其他部分有异议的众议员。最终决议案在联邦参议院以30票支持，5票反对通过，肯塔基州的两位参议员鲍威尔和布雷肯里奇都投了反对票。:438-439, 441, 4431861年12月，联邦众议院以76票支持，65票反对，拒绝重申这一决议案。
国会于1861年7月下旬休会，克里滕登返回法兰克福，但很快就因南军将领布拉克斯顿·布拉格（Braxton Bragg）和埃德蒙·柯比·史密斯（Edmund Kirby Smith）率军入侵肯塔基州并占领法兰克福和列克星敦而被迫逃离。他暂住进路易维尔的高尔特豪斯酒店，1862年夏末，北军将领威廉·“布尔”·尼尔森（William "Bull" Nelson）在这间酒店为手下军人所杀时，克里滕登仍然住在这里。1862年10月8日，北军在佩里维尔战役中取得战术性胜利，南军撤出肯塔基州，克里滕登也在不久后返回法兰克福的家中。国会常规议程开始后，克里滕登汇报了许多发生在肯塔基州的违宪军事逮捕。他反对接受西弗吉尼亚州加入联邦，因为该州是从弗吉尼亚州分裂出来的新州，而弗吉尼亚州并没有对此表示同意。他也反对林肯提议的《解放奴隶宣言》，以及在战争中动用黑奴参军的做法。:453-455, 457, 460, 464
第37届联邦国会闭幕后，克里滕登返回肯塔基州，他的身体健康开始衰退，经常感到气短和胸痛:467。他本已决定从国会退休，但朋友们再次说服他竞选连任:469。获提名后不久，克里滕登在路易维尔病倒，然后与夫人前去印第安纳州的一处矾泉，以期改善自己每况愈下的身体状况:472。他在当地一位医生的家里卧病在床，过了些时日才再度返回法兰克福。1863年7月26日，约翰·乔丹·克里滕登在法兰克福逝世，终年75岁:472，身后遗骨下葬在当地州立公墓。他的其他亲属中的军政人物还包括北军准将托马斯·图尔平·克里滕登（Thomas Turpin Crittenden）和密苏里州联邦众议员托马斯·西奥多·克里滕登（Thomas Theodore Crittenden），两人都是他的外甥。肯塔基州的克里坦登县和克里坦登镇都是以他命名。

## 解释说明
1. ↑  多种来源中都不能完全确定克里滕登接受教育的时间，但所有的来源都认同他是1806年从威廉与玛丽学院毕业，再于1807年通过考试取得律师从业资格。不同来源中对克里滕登入学和毕业的确切日期存在分歧，并且对他在其他院校学习时的年龄和时长都有不同意见。

## 扩展阅读
- Coleman, Mrs. Chapman.  2. J. B. Lippincott & Co. 1873  [2014-11-24].
- Eubank, Damon R. . Macon, Georgia: Mercer University Press. 2009. ISBN 978-0-88146-151-0.